# Pojana kongijska
Pojana kongijska, pojana (Poiana richardsonii) – gatunek drapieżnego ssaka z podrodziny Genettinae w obrębie rodziny wiwerowatych (Viverridae), występujący w zachodniej części Afryki Równikowej.

## Taksonomia
Gatunek po raz pierwszy zgodnie z zasadami nazewnictwa binominalnego opisał w 1842 roku brytyjski przyrodnik i odkrywca Thomas Richard Heywood Thomson nadając mu nazwę Genetta richardsonii. Holotyp pochodził z Bioko, w Gwinei Równikowej.
Autorzy Illustrated Checklist of the Mammals of the World rozpoznają dwa podgatunki.

### Etymologia
- Poiana: etymologia niejasna, J.E. Gray nie wyjaśnił znaczenia nazwy rodzajowej; Palmer sugerował, że nazwa pochodzi najwyraźniej od drugiego człony dawnej nazwy Bioko – Fernando Po, na której znaleziono okaz typowy[11].
- richardsonii: Sir John Richardson (1787–1865), szkocki chirurg okrętowy służący w Royal Navy, przyrodnik, geolog, badacz Arktyki, pasowany na rycerza w 1846 roku[12].
- ochracea: nowołac. ochraceus „ochrowy”, od łac. ochra „ochra”, od gr. ωχρα ōkhra „żółta ochra”[13].

## Zasięg występowania
Pojana kongijska występuje w Afryce Środkowej zamieszkując w zależności od podgatunku:
- P. richardsonii richardsonii – Kamerun, Republika Środkowoafrykańska, Gwinea Równikowa (w tym wyspa Bioko), Gabon i Kongo.
- P. richardsonii ochracea – Demokratyczna Republika Konga.

## Morfologia
Długość ciała (bez ogona) samic 34,6–39,5 cm, samców 32,1–40 cm, długość ogona samic 34–38 cm, samców 35,2–40,2 cm, długość ucha samic 3–3,4 cm, samców 2,9–3,7 cm, długość tylnej stopy samic 5,7–6,1 cm, samców 5,7–6,4 cm; masa ciała samic 455 g, samców 510–750 g.  Ubarwienie zmienne. Krótka rdzawożółta lub brązowo-czarna sierść, z czarnymi lub brunatnymi plamami, na ogonie 10–14 pręg. Niekiedy są spotykane osobniki z ciemną, cienką linią przebiegającą od nosa do końcówki ogona. Wzór zębowy: I {\displaystyle {\tfrac {3}{3}}} C {\displaystyle {\tfrac {1}{1}}} P {\displaystyle {\tfrac {4}{4}}} M {\displaystyle {\tfrac {1}{2}}} = 38.

## Ekologia

### Tryb życia
Pojana prowadzi nocny tryb życia. Mieszka w gniazdach zbudowanych przez siebie wśród pnączy (około 2 metry nad ziemią), w stadach po kilka osobników. Często zmieniają miejsce odpoczynku. Z natury wszystkożerna, żywi się bezkręgowcami, owocami, niekiedy małymi kręgowcami.
Ludzie są jedynymi znanymi wrogami pojan. Inne gatunki, jak większe drapieżniki, sowy czy węże nigdy nie zostały zaobserwowane, choć przypuszcza się, że na nie polują.

### Rozmnażanie
Dwa razy w roku, po 2,5 miesięcznej ciąży samica rodzi 2–3 młode, które na początku są nagie i ślepe. Pojany osiągają dojrzałość w wieku 12 miesięcy. Dożywają około 5 lat na wolności.